# Hans Funk (Heimatforscher)
Hans Funk (* 6. April 1936 in Delitzsch; † 9. September 2021) war ein deutscher Heimatforscher und Publizist.

## Leben
Hans Funk absolvierte eine Lehre als Fachverkäufer für Foto-Optik in Delitzsch und machte 1950 als Bereichsleiter Karriere bei der Handelsorganisation. Später studierte er Wirtschaftswissenschaften am Handelsinstitut der Karl-Marx-Universität in Leipzig. Von 1981 bis 1990 war er ökonomischer Direktor des Waldkrankenhauses in Bad Düben und befindet sich seit 1996 im Ruhestand. Seitdem widmete er sich noch mehr seinen beiden Hobbys: Der Numismatik und der Heimatgeschichte. Seit über 50 Jahren ist Bad Düben sein Arbeits- und Lebensmittelpunkt. Hier gründete er eine Familie und tauchte immer wieder mit großer Hingabe in die Geschichte dieser Region ein. Seine Steckenpferde sind die Münzkunde, das Sammeln historischer Ansichtskarten und Poststempel sowie die Heimatforschung. Anfang der 1990er Jahre baute er als Gründungsmitglied den Verein Dübener Heide mit auf. Auch am Aufbau des Museums auf der Burg Düben war er an der Seite des Gründers Willy Winkler beteiligt.

„Du hast zwar zwei linke Hände, aber ich brauche einen, der die Vitrinen gestaltet und die Texte schreibt.“

### Privates
Hans Funk wurde am 6. April 1936 in Delitzsch geboren und lebte mit seiner Familie später in Bad Düben. An Wochenenden ging er mit seinen Kindern Andrea, Alexander und Matthias oft in die Wälder um ihnen die Natur nahe zu bringen. Im Jahr 1974 starb sein Sohn Matthias im Alter von zehn Jahren. Am 9. September 2021 starb Hans Funk im Alter von 85 Jahren.

## Werke
Seit 1965 schrieb er hunderte Beiträge in regionale, aber auch bundesweite Zeitungen, Broschüren und Büchern, eigene Bücher, zum Beispiel über die Geschichte der Sparkassen im ehemaligen Landkreis Delitzsch und der Stadt Bad Düben. Dazu kamen Porträts über Künstler und Fachartikel über das Notgeld. Vor der Wende war Hans Funk im Kulturbund engagiert, danach im Heimatverein Bad Düben. Zudem ist er Gründungs- und Ehrenmitglied des Vereins Dübener Heide, leitete viele Jahre die Vereinszeitschrift. Nach der Wende schrieb er eine Zeit lang für die Heimatbeilage der Leipziger Volkszeitung.

### Bücher
- „Bad Düben in alten Ansichten – Band 2“ (1994, 78 Seiten, ISBN 9028858873)[2][4]
- „Bad Düben in alten Ansichten – Band 1“ (1998, 76 Seiten, ISBN 9028854053)[2][4]
- „Das alte Düben neu entdeckt: Bilder aus vergangenen Jahren“ (2003, 120 Seiten, ISBN 978-3-89570-851-0)[2][4]
- „Streifzug durch die Dübener Postgeschichte“[2]

### Beiträge
- Jahrbuch der Dübener Heide[2]

### Zeitschriften
- Die Dübener Heide, ab 1990 sind über 40 Hefte in seiner Regie entstanden[2]
- Sonderheft zum 99. Deutschen Wandertag 1999[2]
- Sonderheft zur 80-jährigen Geschichte des Heidevereins[2]
- Das alte Schwemsal neu entdeckt[4]
- Schwemsal im Wandel der Zeiten[4]

## Ehrungen
- 1999 „Botschafter der Dübener Heide“ von der Leipziger Volkszeitung als Würdigung seiner für die Zeitung geschriebenen Heimatbeilagen[3]
- 2001 Ehrenmitglied des Verein Dübener Heide e.V.[2]
- 2016 „Heidepreis“ vom Verein Dübener Heide e.V. für sein Lebenswerk, das sein jahrzehntelanges Wirken für die Geschichte der Dübener Heide umfasst[2]
- 2018 Ur-Krostitzer Jahresring: Sieger in der Kategorie Lebenswerk
- 2021 „Goldene Ehrennadel“ des Verein Dübener Heide e.V.[7]